# Francesc Pagès i Serratosa
Francesc Pagès i Serratosa   (Barcelona, 11 de setembre de 1852 - Barcelona, 27 d'abril de 1899) fou un escultor català.

## Biografia

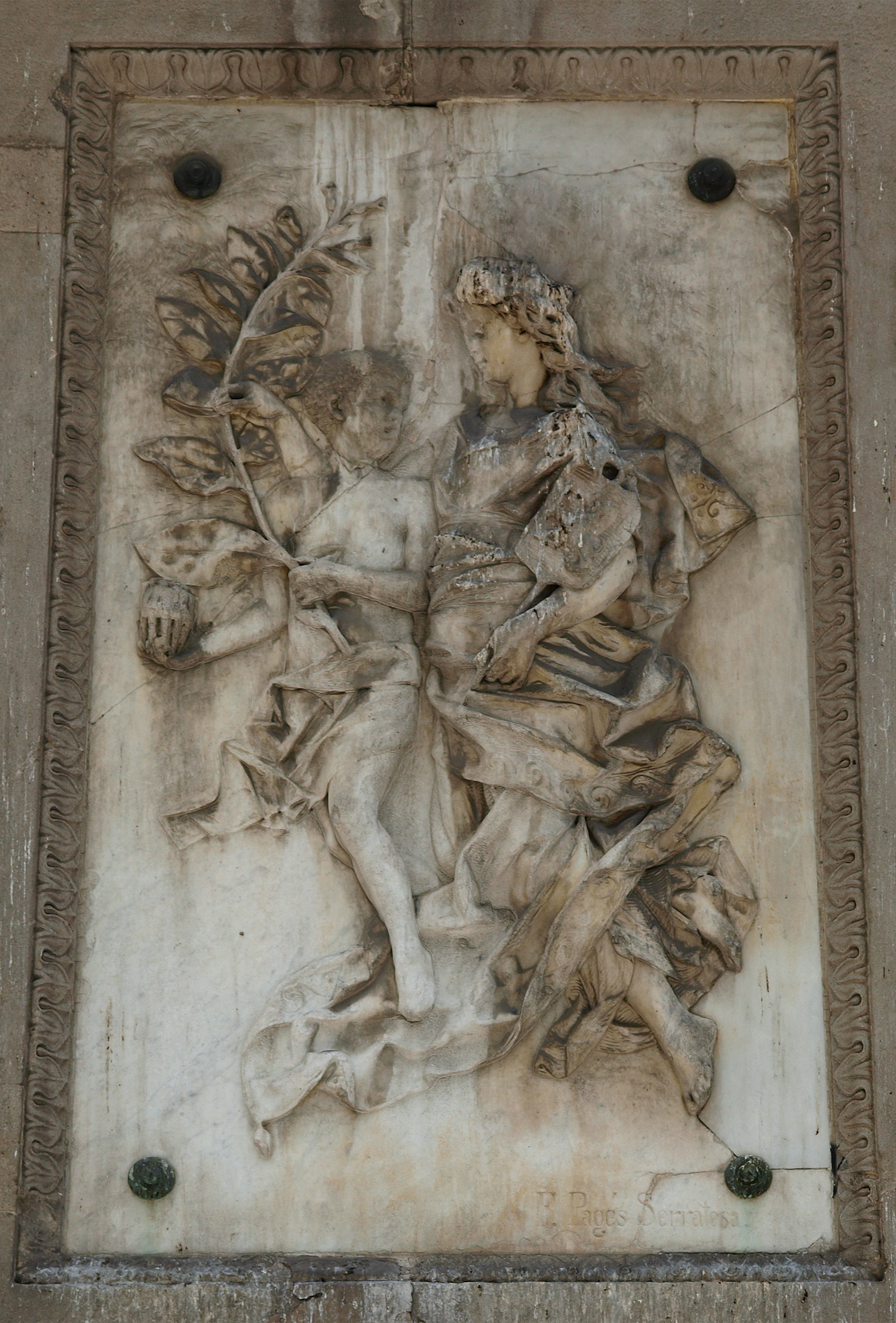
Relleu de Francesc Pagès i Serratosa dedicat a la Compañía General de Tabacos de Filipinas

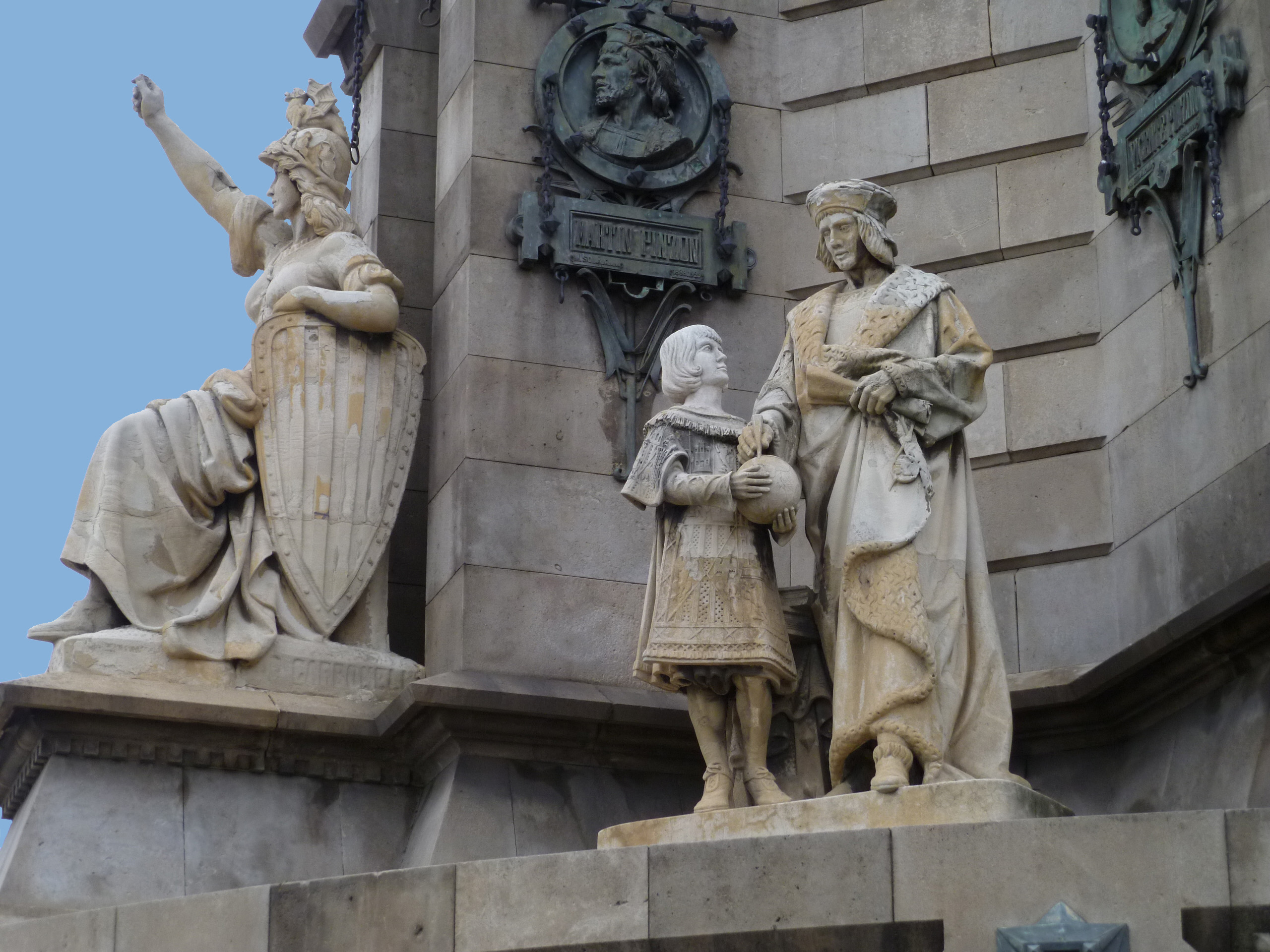
Ferrer de Blanes, estàtua del Monument a Colom

Va néixer al carrer de la Corríbia de Barcelona, fill de l'escultor Francesc Pagès i Cabañeras, de Barcelona, i de la seva esposa, Concepció Serratosa i Domingo, natural de Vic.
Format a l'Escola de la Llotja i amb Jeroni Suñol, fou representant de l'estil eclèctic que caracteritzà l'escultura de la segona meitat del segle xix.
Participà en les principals exposicions de l'època: a l'Exposició Nacional de Madrid presentà Pacientíssim Job (1876) i Pius IX (1878); a la de Barcelona exposà Madona de Ripoll (1891) i Sant Lluís Gonzaga (1896). Autor de diverses obres a la ciutat de Barcelona: Alonso Martínez i l'al·legoria del Ferrocarril a la façana del Palau de Justícia; l'Al·legoria de la Cascada del Parc de la Ciutadella; i l'estàtua del Ferrer de Blanes del Monument a Colom. També feu un dels relleus del Monument a Antonio López y López (el 1884, concretament, el relleu dedicat a la companyia de tabacs de Filipines) i el relleu de marbre al Primer Misteri de Goig del Rosari Monumental de Montserrat (1896). Té obra a Buenos Aires i Montevideo.
Va morir a causa d'una tuberculosi pulmonar el 27 d'abril de 1899.